# Fatick (région)
La région de Fatick est l'une des 14 régions administratives du Sénégal. Elle est frontalière avec la Gambie. Le chef-lieu régional est la ville de Fatick. Elle est entourée au nord et au nord-est par les régions de Thiès, Diourbel et Louga, au sud par la République de Gambie, à l’est par la région de Kaolack et à l’ouest par l’océan Atlantique.

## Géographie

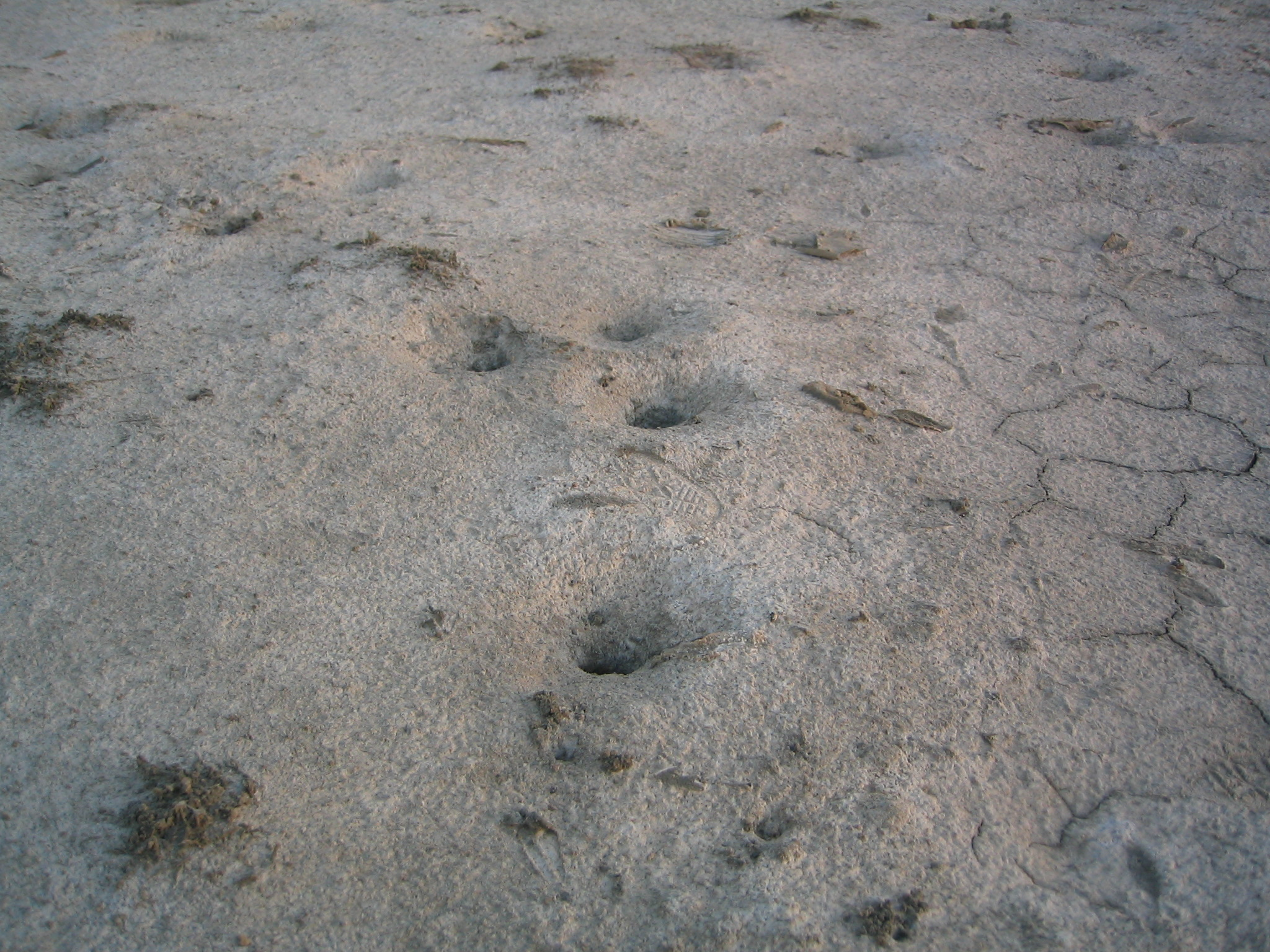
Gros-plan sur un tanne dans une île du Sine-Saloum.

Le climat est de type soudano-sahélien. Pendant les années normales (1931-1985) la pluviométrie varie entre 600 et 900 mm. Ces dernières années elle était plus irrégulière, variant entre 400 et 600 mm. [source?]
Un tiers du territoire est composé de tannes, c'est-à-dire de terres salées (0,5 à 3 g/l) et riches en fluor (2 mg/l), ce qui les rend impropres à la culture et peu propices à l'élevage. La plupart sont situées dans les départements de Fatick et de Foundiougne.
La région possède une façade maritime sur l'océan, est limitrophe de 4 régions sénégalaises et frontalière de la Gambie au sud.
| Thiès            | Diourbel   | Kaffrine |
| Océan Atlantique | Fatick     | Kaolack  |
|                  | North Bank |          |

## Économie
L’activité économique de la région reste dominée par l’agriculture, l’élevage et la pêche mais les autres secteurs d’activités notamment le tourisme, présentent un intérêt certain pour le développement économique de la région. L’agriculture est axée sur les cultures de rente (arachide, coton, sésame, pastèque, cultures maraîchères et fruitières) et les cultures vivrières (mil, riz, maïs, niébé). On note cependant qu’une bonne partie de terres salées (Tannes) sont impropres à la culture et occupent 33,6% de la superficie régionale. Ce qui constitue une contrainte majeure pour le développement du sous-secteur.
L’élevage se caractérise par l’existence de techniques traditionnelles que sont l’élevage pastoral fondé sur la transhumance et l’élevage sédentaire du terroir villageois. Mais la réduction de l’espace pastoral due à la progression des terres salées est un handicap majeur. Cependant, avec la création de GIE et d’associations villageoises appuyées par les ONG, un élevage de type moderne se développe de plus en plus dans la région.
La pêche est essentiellement pratiquée dans la « Réserve de la Biosphère du Delta du Saloum » qui couvre le domaine continental, le domaine amphibie composé de trois grands groupes d’îles et le domaine maritime qui s’étale sur 65 km de côtes. Le tourisme recèle d’énormes potentialités et occupe une place de choix dans le tissu économique de la région. En effet, il offre une gamme assez riche de sites touristiques constitués par les nombreux cours d’eau et ‘’bolongs’’, les îles du Saloum, le Parc National du Delta du Saloum et de plusieurs autres sites et monuments historiques. En 2005 la région comptait 99 établissements d’hébergements touristiques constitués d’hôtels, de campements et d’auberges d’une capacité totale de 1 797 chambres et de 3 450 lits.
Ils sont dans leur quasi-totalité localisés dans le département de Foundiougne et dans le sud-ouest du département de Fatick. Le tissu industriel a été affaibli depuis que la zone industrielle de Kahone a été amputée de la région en 2001 et rattachée à celle de Kaolack. Ainsi la région n’abrite presque plus d’entreprises industrielles d’envergure. Les quelques-unes qui y sont installées, s’occupent de la transformation des produits de la pêche, des produits agricoles et du traitement du sel.
L’activité artisanale présente de réelles potentialités de par sa diversité et tente de s’organiser autour de la chambre des métiers. En effet, le recensement artisanal de 1991 avait dénombré 11 047 artisans répartis dans 70 corps de métiers. En 2006, le nombre inscrit à la chambre des métiers s’élève à 3 966 artisans et ce nombre s’accroît depuis 3 ans. Les activités liées à la production du sel sont très importantes dans le secteur, ainsi, les producteurs tentent de s’organiser autour des groupements et ont pu bénéficier de l’appui de l’UNICEF en équipements.
Le commerce occupe une place relativement importante, mais celui de gros est presque inexistant. On note cependant l’existence de marchés hebdomadaires (loumas) où sont écoulés l’essentiel des produits agricoles. Le transport routier s’organise autour de gares routières qui existent dans presque chaque commune. Le transport urbain par taxi se développe timidement dans la commune de Fatick et celui des vélos taxis prend de l’envergure. Les routes reliant les départements au chef-lieu de région sont défectueuses.
Cet enclavement constitue un handicap pour le développement économique de la région. Cependant, avec le programme « Fatick 2005 », les travaux de bitumage de l’axe Fatick-Niakhar- Bambey et de Fatick-Diakhao-Gossas  sont en cours. Dans le cadre du Programme d’Entretien Routier Annuel (PERA) de 2007, il est prévu l’entretien courant de routes revêtues et de routes non revêtues.
Quant au transport fluviomaritime, c’est le Bac de Foundiougne et le transport piroguier des personnes et des biens qui constituent le principal trafic dans la région. Ce transport s’effectue dans les bras de mer, les bolongs et en mer, entre les différentes îles et les localités de Kaolack, Mbour et certaines localités de la république de Gambie. Un programme d’acquisition d’un Bac de 60t pour Ndangane et d’un Ferry de 60t pour Djiffer a été élaboré.

## Principaux secteurs productifs

### Agriculture
L’agriculture occupe plus de 90% de la population active et est le pilier de l’activité économique régionale. Le rôle important que joue l’agriculture dans l’économie de la région est surtout lié à l’existence d’énormes potentialités qui concourent à son développement. Le mil constitue la principale culture vivrière (76%), suivi du maïs, du sorgho et du riz . Quant aux cultures de rente, elles concernent l’arachide, le coton, la pastèque et l’acajou.
L’anacarde constitue pour l’économie locale un important levier de développement qui s’inscrit parmi les axes majeurs identifiés dans le cadre de la Stratégie de Croissance Accélérée (SCA). La production d’anacarde est pratiquée par près de 15 GIE de planteurs regroupés au sein d’une fédération et occupe environ 4 559 hectares de plantations.

### Élevage
L’élevage occupe une place non négligeable dans l’économie régionale. Il se caractérise par l’existence de deux techniques traditionnelles : l’élevage pastoral fondé sur la transhumance et l’élevage sédentaire confiné dans le territoire villageois. Cependant le système d’élevage moderne tend à se développer grâce à l’intervention des projets (PAPEL, Programme d’Insémination Artificielle), des ONG et de la Coopération décentralisée. Les principales espèces présentes au niveau du cheptel sont les ovins, suivis des caprins, des bovins, des porcins, des équins et des asins.

### Foresterie
La région de Fatick dispose d’un potentiel remarquable de par l’importance de ses domaines classé et protégé, mais aussi de par son potentiel faunique. Les formations végétales caractéristiques de la région comprennent entre autres le domaine des tannes et estuaires, une savane arbustive et une savane arborée. La richesse de la biodiversité de la région à travers la présence de zones humides dans la partie Sud-Est, avec de nombreux massifs forestiers dont le PNDS (Parc National du Delta du Saloum) et une importante mangrove (63765 Ha), contribue au développement du secteur du tourisme.

### Pêche et aquaculture

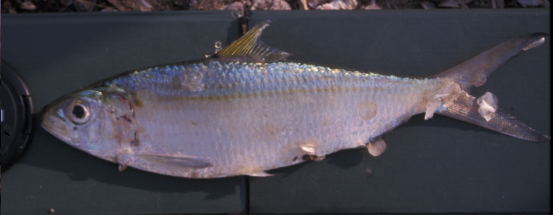
Ethmalosa fimbriata pêchée dans la région de Fatick.

La pêche est une composante essentielle du développement économique et social de la Région de Fatick. La région se classe au 5ème rang pour les productions halieutiques avec une production moyenne de 10 000 T/ an7. Au niveau des zones côtières et insulaires, cette activité constitue le poumon de l’économie locale et les produits halieutiques représentent également la première source de protéines animales. De 9 800 tonnes en 2011, les débarquements sont passés à 19 515 tonnes en 2014, soit une variation positive d’environ 50%.

### Exploitation de sel
La Région de Fatick possède un important potentiel en production de sel. L’exploitation de sel est génératrice de revenus pour divers acteurs qui interviennent dans le transport, l’iodation, le conditionnement, l’aménagement d’infrastructures, etc. Ce secteur recrute essentiellement une main d’œuvre féminine estimée à plus de 6 000 personnes, dont les deux tiers sont organisés en GIE. Sur le plan économique, des pays d’Afrique Occidentale et Centrale expriment une demande croissante en sel. Sous ce rapport, le secteur offre de réelles possibilités d’exportation et un enjeu stratégique certain pour l’équilibre de la balance des paiements.

### Artisanat
Le secteur de l’artisanat occupe une place importante dans le développement économique et social de la région. Entre 2008 et 2011, le nombre d’artisans inscrits est passé de 4 112 à 5 375, soit une hausse annuelle de 10%. En 2011, la production occupait 55,8% des inscrits ; l’artisanat d’art 27,0% ; et le service qui concerne surtout les Très Petites Micro-Entreprises Artisanales (TPMEA) 17,2%.

### Organisation territoriale
Le ressort territorial actuel, ainsi que le chef-lieu des régions, départements et arrondissements sont ceux fixés par un décret du 10 septembre 2008 qui abroge toutes les dispositions antérieures contraires.

### Départements

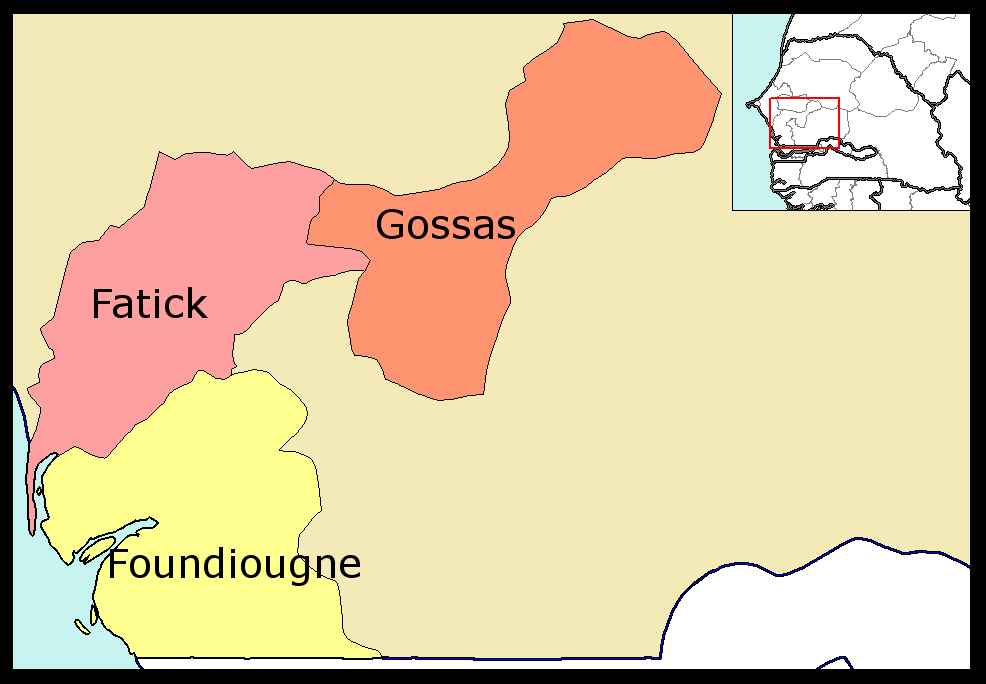

La région est découpée en trois départements :
- Fatick ;
- Foundiougne ;
- Gossas.

### Arrondissements
La région comprend 9 arrondissements :
- Diakhao ;
- Fimela ;
- Niakhar ;
- Tattaguine ;
- Toubacouta ;
- Djilor ;
- Niodior ;
- Colobane ;
- Ouadiour.

### Communes
Les localités ayant le statut de commune sont :
- Diofior ;
- Fatick  ;
- Foundiougne ;
- Passy ;
- Sokone ;
- Soum, créée en 2008 ;
- Karang Poste, créée en 2008 ;
- Gossas.